# Jean Etcheberry
Jean Etcheberry (ur. 27 sierpnia 1901 w Boucau, zm. 5 lutego 1982 w Les Côtes-d’Arey) – francuski rugbysta, olimpijczyk, zdobywca srebrnego medalu w turnieju rugby union na Letnich Igrzyskach Olimpijskich w 1924 roku w Paryżu.

## Kariera sportowa
W trakcie kariery sportowej związany był z klubami Boucau stade, SAR Rugby Rochefort, US Cognac Rugby oraz CS Vienne.
Z reprezentacją Francji zagrał w turnieju rugby union na Letnich Igrzyskach Olimpijskich 1924. Wystąpił w obu meczach tych zawodów, w których Francuzi na Stade de Colombes rozgromili 4 maja Rumunię 61–3, a dwa tygodnie później przegrali z USA 3–17. Wygrywając z Rumunami, lecz przegrywając z USA zajęli w turnieju drugie miejsce zdobywając tym samym srebrne medale igrzysk.
W reprezentacji Francji w latach 1923–1927 rozegrał łącznie 16 spotkań zdobywając 3 punkty.
Po zakończeniu kariery sportowej został trenerem w CS Vienne, z którym zdobył m.in. mistrzostwo Francji w 1937.
Jego nazwiskiem nazwano miejski stadion w Vienne.